# Hans Krafse
Hans Krafse (1487-1530) var en dansk rigsråd, søn af Jesper Krafse og Karen Lunge til Basnæs.
Hans Krafse ejede Basnæs og Egholm på Sjælland og Utterslev på Lolland og blev før 1507 i en påfaldende ung alder lensmand på Aalholm, hvilket betydelige len han endnu havde 1516. Fra 1517-1523 var han derefter lensmand paa Kalundborg, og desuden havde han fra 1518 de 2 lollandske birker Næsby og Knubbelykke. At han var en anset Mand, fremgår end videre af, at Christian 2. i 1523 betroede Sjællands forsvar til Henrik Gjøe og Hans Krafse; men i modsætning til Henrik Gjøe svigtede Hans Krafse kongens sag og hyldede Frederik 1., som til belønning optog ham i rigsrådet og forlenede ham med Korsør Slot, som han beholdt til 1529. 1525 blev han desuden ridder, og 1528 fik han livsbrev på sine to lollandske birker. Hans segl findes så vel under det bekendte forbund i 1524 mod lutheranismen som under den danske Adels Forsvarsforbund 1527 i anledning af Hartvig von der Wischs overfald paa Hans Krafses ven Mogens Bille. I 1528 sendtes han med 4 andre rigsråder til møde med de svenske ved Kongshelle og Nyløse. En tidlig død bortrev ham 16. juni 1530, kun 43 år gammel. Hans Krafse havde 18. november 1520 ægtet Lene Eilersdatter Hack til Egholm, som døde 1564.